# Tower Mountain
Tower Mountain är ett berg i Kanada.   Det ligger i provinsen British Columbia, i den centrala delen av landet, 3 600 km väster om huvudstaden Ottawa. Toppen på Tower Mountain är 2 269 meter över havet. Tower Mountain ligger vid sjön Wokkpash Lake.
Terrängen runt Tower Mountain är huvudsakligen bergig, men åt nordväst är den kuperad.Trakten runt Tower Mountain är nära nog obefolkad, med mindre än två invånare per kvadratkilometer.. Det finns inga samhällen i närheten. 
Trakten runt Tower Mountain består i huvudsak av gräsmarker.